# Clymene
Clymene a fost în mitologia greacă fiica lui Oceanus și a lui Thetys. Din căsătoria Clymenei cu Iapetus s-au născut Atlas, Epimeteu, Menoetius și Prometeu.